# Veliki petek
Véliki pétek je premakljiv krščanski praznik. Praznuje se v petek pred veliko nočjo. Veliki petek skupaj z velikim četrtkom in veliko soboto sestavlja velikonočno tridnevje. 
V petek pred praznikom pashe (judovske velike noči) je dal Poncij Pilat Jezusa mučiti in križati, zato je veliki petek posvečen spominu Jezusovega trpljenja in smrti. Tega se kristjani spominjajo zlasti ob molitvi križevega pota, ki opisuje dogodke od Pilatove obsodbe do Jezusove smrti.
Veliki petek je edini dan v letu, ko večina krščanskih Cerkva ne obhaja svete maše − na ta dan je samo besedno bogoslužje brez evharistične daritve. Velik del besednega bogoslužja zavzemajo slovesne prošnje in čaščenje križa.